# 泉大津市立穴師小学校
泉大津市立穴師小学校（いずみおおつしりつ あなししょうがっこう）は、大阪府泉大津市我孫子にある公立小学校。

## 沿革
- 1872年（明治5年）6月 - 郷学校として薬師寺内に開校。
- 1873年（明治6年）6月 - 第18番小学と改称。
- 1874年（明治7年）7月 - 池浦小学校と改称。
- 1886年（明治19年）7月 - 学制改革により穴師小学と改称。
- 1886年（明治19年）12月 - 尋常科の設置により穴師尋常小学校と改称。
- 1896年（明治29年） - 高等科の設置により穴師尋常高等小学校と改称。
- 1932年（昭和7年）4月1日 - 高等科を大津第二尋常小学校に合併し、本校を穴師尋常小学校と改称。
- 1941年（昭和16年）4月1日 - 大津町立穴師国民学校と改称。
- 1942年（昭和17年）4月1日 - 市制の施行により、泉大津市立穴師国民学校と改称。
- 1947年（昭和22年）4月1日 - 泉大津市立穴師小学校と改称。

## 通学区域
- 穴田（府道富田林泉大津線北側）、我孫子1丁目、我孫子（府道富田林泉大津線北側）、池浦町1丁目～5丁目（1丁目1番～5番、13番～21番を除く)、池浦（府道富田林泉大津線北側）、要池住宅、豊中町1丁目～3丁目、豊中（市道泉大津中央線南側で府道富田林泉大津線北側）、東豊中町1丁目～3丁目（3丁目は和泉市との行政協定区域、和泉市立国府小学校、和泉市立和泉中学校）、虫取町1丁目3、4番[1]

※卒業後は基本的に泉大津市立誠風中学校に進学する。